# 조천후

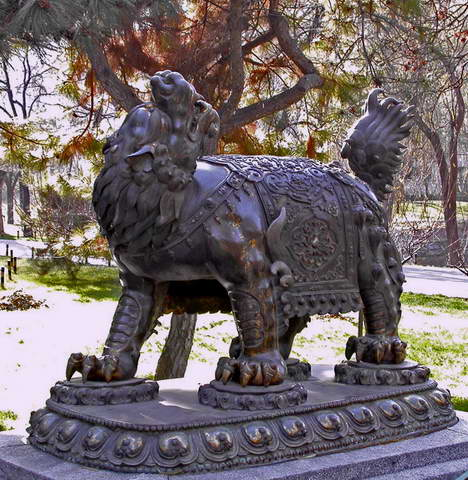
베이징 동물원 창관루 앞에 있는 조천후 동상

조천후(朝天吼)는 중국 전설에 등장하는 동물인 용생구자 가운데 하나로, 망천후(望天吼)라고 부르기도 하고 간단히 줄여서 후(犼)라고 부르기도 한다.
망을 보는 습성을 갖고 있으며 화표 기둥머리에는 하늘을 향해 포효하고 있는 모습으로 새겨져 있는데 하늘의 뜻과 지상의 민심을 전달한다는 뜻으로 여겨진다. 일부 문헌에 따르면 관음보살이 타는 말이 조천후라고 한다.

## 같이 보기
- 바하나